# Храм Святого Миколая Орфаноса
Храм Святого Ніколая Орфаноса (грец. Ναός του Αγίου Νικολάου του Ορφανού) — соборний храм монастиря Влатадон, присвячений Миколі Чудотворцю, в місті Салоніки. Розташований поблизу східного муру Верхнього міста, між вулицями Геродота і Апостола Павла.
1988 року серед інших ранньохристиянських і візантійських пам'яток Салонік включений до переліку об'єктів Світової спадщини в Греції.

## Історія
Своє ім'я Ніколаос Орфанос (грец. Νικόλαος Ορφανός) храм отримав, як припускають дослідники, за іменем ктитора обителі. Воно зустрічається у письмових згадках про храм, датованих 17-18 століттями.
Вік самого храму датується за найдавнішими його фресками початком 14 століття, приблизно 1310–1320 роками. Церква належала християнам, певний час католикам. В період турецького завоювання не перетворювалась на мечеть, що забезпечило добру збереженість її фресок. У 17 столітті храм увійшов до подвір'я монастиря Влатадон. Про це 1648 року в своєму листі свідчить константинопольський патріарх Іоаннікій II.

## Архітектура та внутрішнє оздоблення
Первісно храм поділявся на три рівні частини, що мають із заходу загальну наву, тобто мала форму трисхилової базиліки. Нині церква складається з довгастого приміщення, оточеного з трьох боків (крім східної) П-подібною галереєю, яка на східній стороні утворює два приділи, один з яких виконує функції дияконникаа.
Серед архітектурних прикрас храму — капітелі, запозичені з більш ранньої споруди, які належать до епохи імператора Феодосія І. Вони прикрашені двома рядами зубчастого листя, пофарбовані у різні кольори, які збереглися досі. У церкві встановлено мармуровий іконостас, що зберігся практично неушкодженим.
Найбільший інтерес являють фрески першої половини 14 століття, що є одним із значних зразків візантійського мистецтва епохи Палеологів. Фресками розписана практично повністю вся внутрішня частина цієї невеликої церкви. Вони розташовуються рядами по стінах: нижній ряд займають образи святих, а вище їх ряд великих композицій зі сценами двунадесятих свят (укладені кожна в червону рамку), Страстей Христових, житія Святителя Миколи, Герасима Йорданського — перший з відомих житійний цикл святого.